# Viceré e governatori dell'India portoghese

Stemma dell'India portoghese

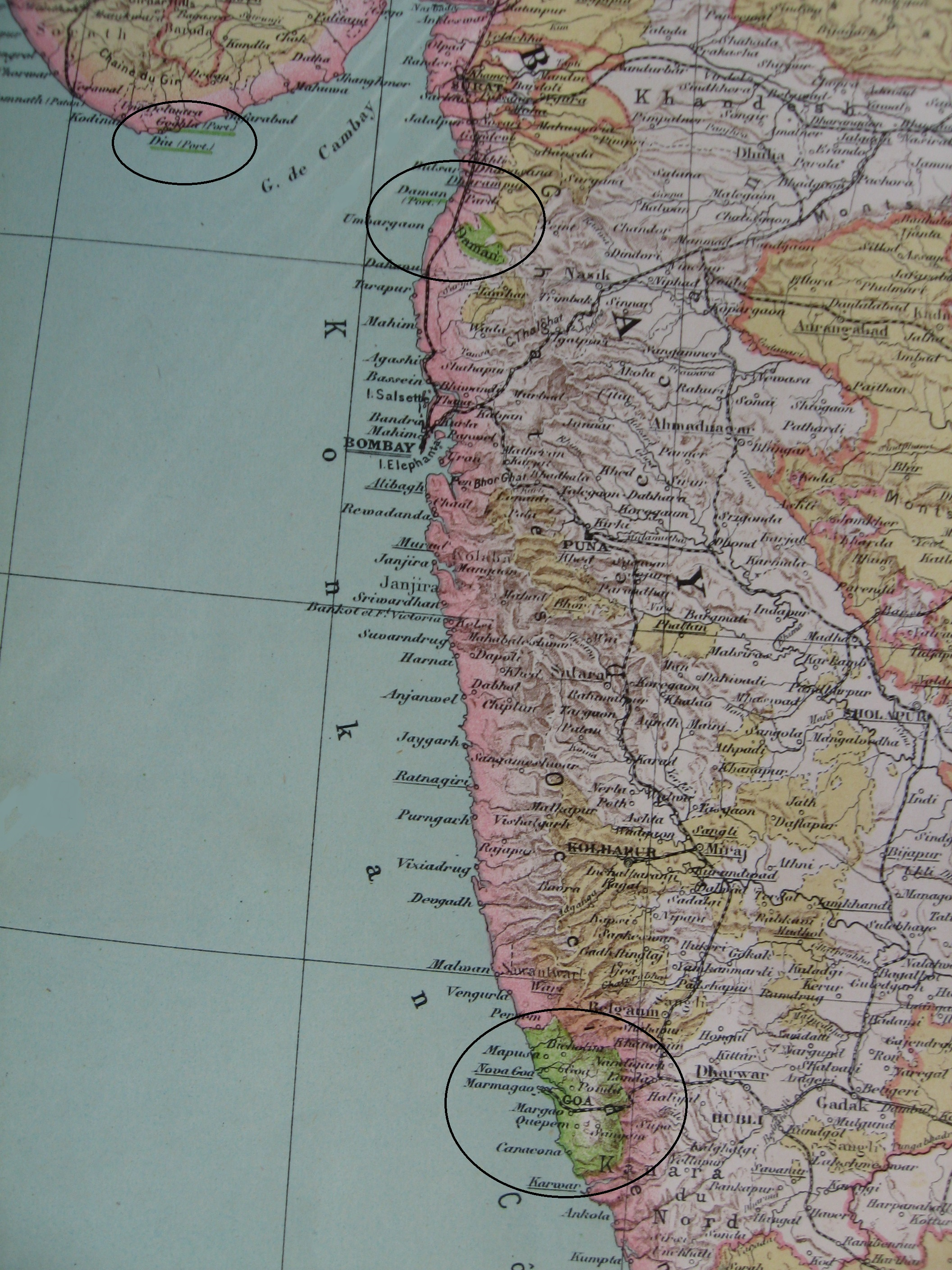
Mappa dell'India portoghese, 1923.

Il governo dell'India portoghese (in lingua portoghese: Índia Portuguesa) ebbe inizio nel 1505, sette anni dopo la scoperta della via per l'India da parte del portoghese Vasco da Gama, con la nomina del primo viceré Francisco de Almeida, allora stabilitosi a Kochi. Fino al 1752 con il nome "India" si comprendevano tutti i possedimenti portoghesi che si affacciavano sull'Oceano Indiano, dall'Africa meridionale al Sud-est asiatico, governati da un viceré o da un governatore, dai loro quartier generali nella Vecchia Goa dal 1510.

## Storia
Nel 1752 il Mozambico portoghese ebbe un suo governo proprio e nel 1844 il Governo portoghese dell'India smise di amministrare i territori di Macao portoghese, Solor e Timor portoghese, vedendosi confinato in una realtà territoriale ridotta nel Malabar (sito a oggi nello Stato indiano di Goa e in Dadra e Nagar Haveli e Daman e Diu). Il controllo portoghese su Dadra e Nagar Haveli ebbe fine nel 1954 e quello su Goa nel 1961, quando la zona fu occupata dalla Repubblica dell'India (ma il Portogallo riconobbe la sovranità indiana su Goa solo dopo la Rivoluzione dei garofani nel 1974, con un trattato firmato il 31 dicembre 1974). Ciò pose fine a quattro secoli e mezzo di governo portoghese in parti, sia pure piccole, dell'India.
Si deve notare che durante il periodo monarchico il titolo di capo del governo portoghese in India passò da "Governatore" a "Viceré". Il titolo di viceré veniva attribuito solo a membri della nobiltà; esso terminò formalmente nel 1774, sebbene esso sia stato utilizzato successivamente ancora sporadicamente, per essere definitivamente abbandonato dopo il 1835.

## Lista
L'elenco che segue è quello dei governatori o viceré dell'India portoghese.
| Titolo ufficiale                                     | Titolare | Inizio mandato    | Fine mandato     | Note |
| ---------------------------------------------------- | --- | ----------------- | ---------------- | --- |
| Viceré (nom.)                                        | D. Tristão da Cunha | 1504              | 1505             | Primo nominato viceré, non entrò mai in carica |
| Viceré                                               | D. Francisco de Almeida | 12 settembre 1505 | novembre 1509    | Primo governatore e primo viceré dell'India portoghese, nominato da Manuele I del Portogallo, conquistò il Sultanato di Kilwa, costruì forti ad Anjediva, Kochi, Cannanore, si rifiutò di cedere il suo incarico se non dopo la battaglia di Diu: morì alla baia della Tavola, nel viaggio di ritorno, nel marzo 1510.                      |
| Governatore e Capitano-Generale(*)                   | Afonso de Albuquerque | 4 novembre 1509   | settembre 1515   | Incarico contestato e ritardato dal predecessore; conquistò Goa, Malacca, Mascate e Hormuz; morì al largo di Goa nel dicembre 1515. |
| Governatore                                          | Lopo Soares de Albergaria | 8 settembre 1515  | settembre 1518   | Costruì forti a Colombo (Ceylon) e Kollam, rientrò in Portogallo |
| Governatore                                          | Diogo Lopes de Sequeira | 8 settembre 1518  | gennaio 1522     | Vecchio esploratore ed ex capitano designato di Malacca (1509, non nominato), costruì fortezze a Chaul, nelle Maldive e a Pasai; inviò ambasciate in Etiopia, Pegu e Cina; rientrò in Portogallo. |
| Governatore                                          | D. Duarte de Meneses | 22 gennaio 1522   | settembre 1524   | Ex capitano di Tangeri, nipote (linea di Tarouca) del famoso 3º conte di Viana, Duarte de Meneses; si dimise e tornò in Portogallo. |
| Viceré                                               | D. Vasco da Gama | 5 settembre 1524  | dicembre 1524    | Vecchio scopritore della via delle Indie, ora conte di Vidigueira, secondo Viceré, prima incaricato dal nuovo re Giovanni III del Portogallo, morto a Cochin nel dicembre 1524 |
| Governatore                                          | D. Henrique de Meneses (o Roxo) | 17 gennaio 1525   | febbraio 1526    | Succedette in India con la morte del predecessore, morì a Cannanore nel febbraio 1526. |
| Governatore                                          | Lopo Vaz de Sampaio | febbraio 1526     | novembre 1529    | Succedette in India con la morte del predecessore (terzo nella linea), si rifiutò di lasciare il governo al successore Pedro Mascarenhas, capitano di Malacca), arrestato, tornò in Portogallo come prigioniero |
| Governatore                                          | Nuno da Cunha | 18 novembre 1529  | settembre 1538   | Figlio di Tristão da Cunha, giunse tardi a causa di un naufragio in Madagascar, conquistò la provincia settentrionale ( Bassein, Bombay, Diu, Daman) morì in mare sulla via del ritorno in Portogallo nel marzo 1539. |
| Viceré                                               | D. Garcia de Noronha | 14 settembre 1538 | aprile 1540      | Terzo Viceré, nipote di Afonso de Albuquerque, morì a Cochin nell'aprile 1540. |
| Governatore                                          | D. Estêvão da Gama | 3 aprile 1540     | maggio 1542      | Figlio di Vasco da Gama, capitano della Malacca portoghese, succedette in India con la morte del predecessore; rientrò in Portogallo. |
| Governatore                                          | Martim Afonso de Sousa | 8 maggio 1542     | 1545             | Donatario-capitano di São Vicente (Brasile, f. 1534), rientrò in Portogallo. |
| Governatore                                          | D. João de Castro | 10 settembre 1545 | 1548             | Nipote di D. Garcia de Noronha, promosso Viceré ai primi del 1548 |
| Viceré                                               | D. João de Castro | 1548              | giugno 1548      | Quarto viceré. Morì a Goa nel giugno 1548. |
| Governatore                                          | Garcia de Sá | 6 giugno 1548     | giugno 1549      | Succedette in India con la morte del predecessore, primo governatore sposatosi in India, acquisì Bardez e Salcete, morì a Goa nel giugno 1549. |
| Governatore                                          | Jorge Cabral | 13 giugno 1549    | novembre 1550    | Succedette in India alla morte del suo predecessore, ritornò in Portogallo. |
| Viceré                                               | D. Afonso de Noronha | novembre 1550     | settembre 1554   | Quinto Viceré (da allora in poi tutti i Governatori nominati a Lisbona avranno il rango di "Viceré"), già governatore di Ceuta, 1540–49, figlio di Fernando de Menezes, 2º marchese di Vila Real, ritornò in Portogallo. |
| Viceré                                               | D. Pedro Mascarenhas | 23 settembre 1554 | giugno 1555      | Vecchio scopritore delle isole Mascarene nell'Oceano Indiano, ex capitano della Malacca portoghese, morì a Goa nel giugno 1555. |
| Governatore                                          | Francisco Barreto | 16 giugno 1555    | settembre 1558   | Succedette in India al defunto predecessore, rientrò in Portogallo. Più tardi (1570) ritornò come governatore dell'Africa Orientale (**), condusse la spedizione a Monomatapa e morì a Tete, in Mozambico. |
| Viceré                                               | D. Costantino di Braganza | 8 settembre 1558  | settembre 1561   | Figlio di Giacomo, duca di Braganza, prima incaricato da Caterina d'Austria, (reggente del nuovo re Sebastiano I del Portogallo), ritornò in Portogallo. |
| Viceré                                               | D. Francisco Coutinho, III conte di Redondo | 7 settembre 1561  | 19 febbraio 1564 | Morì a Goa nel febbraio 1564. |
| Governatore                                          | João de Mendonça Furtado | 19 febbraio 1564  | settembre 1564   | Ex capitano di Malacca, succedette in India alla morte del predecessore, ritornò in Portogallo. |
| Viceré                                               | D. Antão de Noronha | 3 settembre 1564  | settembre 1568   | Già capitano di Ceuta (1549) e Hormuz (c. 1560) nipote del primo governatore dell'India D. Afonso de Noronha, morì in mare ritornando in Portogallo. |
| Viceré                                               | D. Luís de Ataíde | 10 settembre 1568 | settembre 1571   | Futuro conte di Atouguia (f. 1577), primo incaricato del re Sebastiano I del Portogallo rientrato in Portogallo. |
| Viceré(**)                                           | D. António de Noronha (o Catarraz) | 6 settembre 1571  | dicembre 1573    | Da non confondersi con Antão de Noronha, governatore in Goa di un'India ridimensionata(**), a pari livello di António Moniz Barreto (nella Malacca portoghese) e Francisco Barreto (in Sofala), dimesso e rientrato in Portogallo. |
| Governatore                                          | António Moniz Barreto | 9 dicembre 1573   | settembre 1576   | Governatore di Malacca, successe in India dopo le dimissioni del predecessore, rientrato in Portogallo. |
| Governatore                                          | D. Diogo de Meneses | settembre 1576    | agosto 1578      | Figlio di Diogo de Menezes, alcaide-mór di Castelo Branco Succedette in India al viceré incaricato, Rui Lourenço de Távora, deceduto in viaggio al largo dell'Isola di Mozambico, rientrato in Portogallo. |
| Viceré                                               | D. Luís de Ataíde (seconda volta) | 31 agosto 1578    | marzo 1581       | Secondo incarico, ora conte di Atouguia, già in India quando giunse la notizia della morte del re nella battaglia di Alcazarquivir, diresse l'India nei primi stadi della crisi di successione del 1580, morì in Goa a marzo del 1581. |
| Governatore                                          | Fernão Teles de Meneses | marzo 1581        | settembre 1581   | Succedette in India alla morte del predecessore (come da istruzioni del Cardinale-re Enrico), considerato l'ultimo governatore del Casato di Aviz, ricevette la notizia dell'ascesa del re asburgico Filippo I del Portogallo, curò i giuramenti di lealtà delle colonie dell'India Portoghese alla nuova monarchia, tornato in Portogallo. |
| Viceré                                               | Francisco de Mascarenhas | 1581              | 1584             | Capitano-donatario nelle Azzorre Primo incaricato di Filippo I del Portogallo (r.1581-1598), rientrato in Portogallo. |
| Viceré                                               | D. Duarte de Meneses | 1584              | 4 maggio 1588    | Già governatore di Tangeri (1574–78), Algarve (1580), nipote del precedente governatore dell'India Duarte de Meneses, morì in Goa nel maggio 1588. |
| Governatore                                          | D. Manuel de Sousa Coutinho | Maggio 1588       | 1591             | Già governatore di Ceylon, al tempo governatore di Malacca Succedette in India con la morte del predecessore, morto in naufragio durante il ritorno in Portogallo. |
| Viceré                                               | Matias de Albuquerque | 1591              | 1597             | |
| Viceré                                               | D. Francisco da Gama, IV conte di Vidigueira | 1597              | 1600             | Primo mandato |
| Viceré                                               | Aires de Saldanha | 1600              | 1605             | |
| Viceré                                               | Martim Afonso de Castro | 1605              | giugno 1607      | Morto a Malacca nel giugno 1607. |
| Governatore                                          | Aleixo de Meneses, arcivescovo di Goa | giugno 1607       | 1609             | |
| Governatore                                          | André Furtado de Mendonça | 1609              | 1609             | |
| Viceré                                               | Rui Lourenço de Távora | 1609              | 1612             | Nipote e omonimo di Rui Lourenço de Távora (c. 1490-1576), nominato viceré nel 1576 e morto prima di assumere l'incarico. |
| Viceré                                               | D. Jerónimo de Azevedo | 1612              | 1617             | |
| Viceré                                               | D. João Coutinho, V conte di Redondo | 1617              | 1619             | |
| Viceré                                               | D. Afonso de Noronha | 1619              | 1619             | |
| Governatore                                          | Fernão de Albuquerque | 1619              | 1622             | |
| Viceré                                               | D. Francisco da Gama, IV conte di Vidigueira | 1622              | 1628             | Secondo mandato |
| Viceré                                               | Luís de Brito e Meneses, vescovo di Meliapore e Cochin | 1628              | luglio 1629      | Morto a Cochin nel luglio 1629. |
| Consiglio di governo                                 | 1. Nuno Álvares Botelho 2. Lourenço da Cunha 3. Gonçalo Pinto da Fonseca | 1629              | 1629             | |
| Viceré                                               | Miguel de Noronha, IV conte di Linhares | 1629              | 1635             | |
| Viceré                                               | Pero da Silva | 1635              | giugno 1639      | Morto a Goa nel giugno 1639. |
| Governatore                                          | António Teles de Meneses | 1639              | 1640             | |
| Viceré                                               | João da Silva Telo e Meneses, conte di Aveiras | 1640              | 1644             | Primo mandato. Ritornò in Portogallo |
| Viceré                                               | Filipe Mascarenhas | 1644              | 1651             | |
| Viceré                                               | João da Silva Telo e Meneses, conte di Aveiras | 1651              | 1651             | Secondo mandato. Morto in Mozambico, in rotta verso l'India. |
| Consiglio di Governo                                 | 1. Francisco dos Mártires, arcivescovo di Goa 2. Francisco de Melo e Castro 3. António de Sousa Coutinho | 1651              | 1652             | |
| Viceré                                               | Vasco de Mascarenhas, I conte di Óbidos | 1652              | 1655             | Espulso con un colpo di Stato locale. |
| Usurpatore                                           | Brás de Castro | 1655              | 1655             | Usurpatore, arrestato dal successore. |
| Governatore                                          | Rodrigo Lobo da Silveira, I conte di Sarzedas | 23 agosto 1655    | 14 gennaio 1656  | Morto a Goa nel gennaio 1656. |
| Governatore                                          | Manuel Mascarenhas Homem | 14 gennaio 1656   | 22 maggio 1656   | |
| Consiglio di Governo                                 | 1. Manuel Mascarenhas Homem 2. Francisco de Melo e Castro 3. António de Sousa Coutinho | gennaio 1656      | 1661             | |
| Consiglio di Governo                                 | 1. Luís de Mendonça Furtado e Albuquerque, I conte di Lavradio 2. Manuel Mascarenhas Homem 3. D. Pedro de Lencastre | 1661              | 1661             | |
| Consiglio di Governo                                 | 1. Luís de Mendonça Furtado e Albuquerque, I conte di Lavradio 2. António de Melo e Castro 3. D. Pedro de Lencastre | 1661              | 1662             | |
| Viceré                                               | António de Melo e Castro | 16 dicembre 1662  | 1666             | |
| Viceré                                               | João Nunes da Cunha, conte di São Vicente | 1666              | novembre 1668    | Morto a Goa nel novembre 1668 |
| Consiglio di Governo                                 | 1. António de Melo e Castro, 2. Manuel Corte-Real de Sampaio 3. Luís de Miranda Henriques | novembre 1668     | 1671             | |
| Viceré                                               | Luís de Mendonça Furtado e Albuquerque | 1671              | 1676             | Morto al largo di Lisbona nel viaggio di ritorno. |
| Viceré                                               | D. Pedro de Almeida, I conte di Assumar | 1676              | 1678             | Morto a Goa nel 1678 |
| Governatore ad interim                               | António Brandão, arcivescovo di Goa (talvolta con António Pais de Sande) | 1678              | 1681             | |
| Viceré                                               | Francisco de Távora, I conte di Alvor | 1681              | 1686             | |
| Governatore                                          | D. Rodrigo da Costa | 1686              | 1690             | Primo mandato |
| Governatore                                          | D. Miguel de Almeida | 1690              | gennaio 1691     | Morto a Goa nel gennaio 1691. |
| Consiglio di Governo                                 | 1. Fernando Martins Mascarenhas Lencastre 2. Agostinho da Anunciação, arcivescovo di Goa | gennaio 1691      | 1692             | |
| Viceré                                               | Pedro António de Meneses Noronha de Albuquerque, I marchese di Angeja | 1692              | 1697             | Ritornato in Portogallo. |
| Viceré                                               | António Luís Gonçalves da Câmara Coutinho | 1697              | 1701             | |
| Consiglio di Governo                                 | 1. Agostinho da Anunciação, arcivescovo di Goa 2. D. Vasco Lima Coutinho | 1701              | 1702             | |
| Viceré                                               | Caetano de Melo e Castro | 1702              | 1707             | |
| Viceré                                               | D. Rodrigo da Costa | 1707              | 1712             | Secondo mandato, come viceré |
| Viceré                                               | Vasco Fernandes César de Meneses, I conte di Sabugosa | 1712              | 1717             | Ritornato in Portogallo. |
| Governatore                                          | Sebastião de Andrade Pessanha, arcivescovo di Goa | gennaio 1717      | ottobre 1717     | |
| Viceré                                               | Luís Carlos Inácio Xavier de Meneses, V conte di Ericeira, I marchese di Louriçal | ottobre 1717      | 1720             | Primo mandato |
| Viceré                                               | Francisco José de Sampaio e Castro | 1720              | luglio 1723      | Morto a Goa in luglio 1723 |
| Governatore ad interim                               | Cristóvão de Melo | luglio 1723       | luglio 1723      | |
| Consiglio di Governo                                 | 1. Cristóvão de Melo 2. Inácio de Santa Teresa, arcivescovo di Goa 3. Cristóvão Luís de Andrade | 1723              | 1725             | |
| Viceré                                               | João de Saldanha da Gama | 1725              | 1732             | Ritornato in Portogallo. |
| Consiglio di Governo                                 | 1. Cristóvão de Melo 2. Inácio de Santa Teresa, arcivescovo di Goa 3. Tomé Gomes Moreira | 1732              | 1732             | |
| Viceré                                               | Pedro Mascarenhas, I conte di Sandomil | 1732              | 1740             | Ritornato in Portogallo. |
| Viceré                                               | Luís Carlos Inácio Xavier de Meneses, V conte di Ericeira, I marchese di Louriçal | 1740              | 1742             | Secondo mandato. Morto a Goa nel 1742. |
| Consiglio di Governo                                 | 1. Francisco de Vasconcelos, vescovo di Cochin 2. Lourenço de Noronha 3. Luís Caetano de Almeida | 1742              | 1744             | |
| Viceré                                               | Pedro Miguel de Almeida Portugal e Vasconcelos, III conte di Assumar, I marchese di Castelo Novo, I marchese di Alorna | 1744              | 1750             | |
| Viceré                                               | Francisco de Assis de Távora, III conde di Alvor, III marchese di Távora, VI conte di São João da Pesqueira | settembre 1750    | 1754             | Ritornato in Portogallo, Giustiziato nel 1759 nell'ambito dell'Affare Távora. |
| Viceré                                               | Luís Mascarenhas, II conte di Alva | 1754              | giugno 1756      | Morto in combattimento a Goa nel giugno 1756 |
| Consiglio di Governo                                 | 1. António Taveira da Neiva Brum da Silveira, arcivescovo di Goa 2. João de Mesquista Matos Teixeira 3. Filipe de Valadares Sotomaior                                                                                                 | 1756              | 1757             | |
| Viceré                                               | Manuel de Saldanha e Albuquerque, I conte di Ega | 1758              | 1765             | Ritornato in Portogallo. |
| Consiglio di Governo                                 | 1. António Taveira da Neiva Brum da Silveira, arcivescovo di Goa 2. João Baptista Vaz Pereira 3. D. João José de Melo | 1765              | 1768             | |
| Governatore                                          | João José de Melo | 1768              | 1771             | Promosso Capitano-Generale nel 1771 (***) |
| Governatore e Capitano-Generale                      | João José de Melo | 1771              | gennaio 1774     | Morto a Goa nel gennaio 1774. |
| Governatore ad interim                               | Filipe de Valadares Sotomaior | 1774              | 1774             | |
| Governatore e Capitano-Generale dell'India           | José Pedro da Câmara | 1774              | 1779             | |
| Governatore e Capitano-Generale dell'India           | Frederico Guilherme de Sousa Holstein | 1779              | 1786             | |
| Governatore e Capitano-Generale dell'India           | Francisco da Cunha e Meneses | 1786              | 1794             | |
| Governatore e Capitano-Generale dell'India           | Francisco António da Veiga Cabral da Câmara, I visconte di Mirandela | 1794              | 1806             | |
| Viceré e Capitano-Generale dell'India                | Bernardo José de Lorena, V conte di Sarzedas | 1806              | 1816             | |
| Viceré e Capitano-Generale dell'India                | Diogo de Sousa, I conte di Rio Pardo | 1816              | 1821             | |
| Giunta provvisoria di Governo dello Stato dell'India | Manuel José Gomes Loureiro, Manuel Godinho Mira, Joaquim Manuel Correia da Silva e Gama, Gonçalo de Magalhães Teixeira Pinto, Manuel Duarte Leitão                                                                                    | 1821              | 1821             | |
| Giunta provvisoria di Governo dello Stato dell'India | Manuel Maria Gonçalves Zarco da Câmara, Paulo de São Tomás de Aquino, arcivescovo di Cranganore, António José de Melo Sotomaior Teles, João Carlos Leal, António José de Lima Leitão                                                  | 1821              | 1822             | |
| Giunta provvisoria di Governo dello Stato dell'India | Manuel Maria Gonçalves Zarco da Câmara, Paulo de São Tomás de Aquino, arcivescovo di Cranganore, António José de Melo Sotomaior Teles, João Carlos Leal, Joaquim Mourão Garcez Palha                                                  | 1822              | 1823             | |
| Viceré e Capitano-Generale dell'India                | Manuel Maria Gonçalves Zarco da Câmara | 1823              | 1825             | Giunta sciolta e assunzione de facto del titolo di Governatore dell'India Portoghese. |
| Consiglio di Governo dello Stato dell'India          | Manuel de São Galdino, arcivescovo di Goa, Cândido José Mourão Garcez Palha, António Ribeiro de Carvalho | 1825              | 1826             | |
| Governatore e Capitano-Generale dell'India           | Manuel de Portugal e Castro | 1826              | 1830             | |
| Viceré e Capitano-Generale dell'India                | Manuel de Portugal e Castro | 1826              | 1835             | |
| Governatore                                          | Bernardo Peres da Silva | 1835              | 1835             | Primo mandato. |
| Governatore                                          | Manuel de Portugal e Castro | 1835              | 1835             | |
| Governatore                                          | Joaquim Manuel Correia da Silva e Gama | 1835              | 1835             | |
| Consiglio di Governo dello Stato dell'India          | João Casimiro Pereira da Rocha de Vasconcelos, Manuel José Ribeiro, Constantino de Santa Rita, João Cabral de Estefique, António Maria de Melo, Joaquim António de Morais Carneiro, António Mariano de Azevedo, José António de Lemos | 1835              | 1837             | Dopo il 1836 confinato a Goa |
| Governatore                                          | Bernardo Peres da Silva | 1836              | 1837             | Secondo mandato. Governatore di Daman e Diu, governatore provvisorio di Goa. |
| Governatore                                          | Simão Infante de Lacerda de Sousa Tavares, II barone di Sabroso | 1837              | 1839             | Ripristinò l'unità dell'India Portoghese. |
| Governatore                                          | José António Vieira da Fonseca | 1839              | 1839             | |
| Governatore                                          | Manuel José Mendes, I barone di Candal | 1839              | 1840             | |
| Consiglio di Governo dello Stato dell'India          | José António Vieira da Fonseca, José Câncio Freire de Lima, António João de Ataíde, Domingos José Mariano Luís, José da Costa Campos, Caetano de Sousa e Vasconcelos                                                                  | 1840              | 1840             | |
| Governatore ad interim                               | José Joaquim Lopes Lima | 1840              | 1842             | |
| Consiglio di Governo dello Stato dell'India          | António Ramalho de Sá, António José de Melo Sotomaior Teles, António João de Ataíde, José da Costa Campos Caetano de Sousa e Vasconcelos                                                                                              | 1842              | 1842             | |
| Governatore                                          | Francisco Xavier da Silva Pereira, I conte di Antas | 1842              | 1843             | |
| Governatore                                          | Joaquim Mourão Garcez Palha | 1843              | 1844             | |
| Governatore                                          | José Ferreira Pestana | 1844              | 1851             | Primo mandato |
| Governatore                                          | José Joaquim Januário Lapa, I visconte di Vila Nova de Ourém | 1851              | 1855             | |
| Consiglio di Governo dello Stato dell'India          | Joaquim de Santa Rita Botelho, arcivescovo di Goa, Luís da Costa Campos, Francisco Xavier Peres, Bernardo Heitor da Silva e Lorena, Vítor Anastácio Mourão Garcez Palha                                                               | 1855              | 1855             | |
| Governatore                                          | António César de Vasconcelos Correia, I conte di Torres Novas | 1855              | 1864             | |
| Governatore                                          | José Ferreira Pestana | 1864              | 1870             | Secondo mandato |
| Governatore                                          | Januário Correia de Almeida, I conte di São Januário | 1870              | 1871             | |
| Governatore                                          | Joaquim José Macedo e Couto | 1871              | 1875             | |
| Governatore                                          | João Tavares de Almeida | 1875              | 1877             | |
| Consiglio di Governo dello Stato dell'India          | Aires de Ornelas e Vasconcelos, arcivescovo di Goa, João Caetano da Silva Campos, Francisco Xavier Soares da Veiga, Eduardo Augusto de Sá Nogueira Pinto Balsemão                                                                     | 1877              | 1877             | |
| Governatore                                          | António Sérgio de Sousa | 1877              | 1878             | |
| Consiglio di Governo dello Stato dell'India          | Aires de Ornelas e Vasconcelos, arcivescovo di Goa, João Caetano da Silva Campos, Francisco Xavier Soares da Veiga, António Sérgio de Sousa Júnior                                                                                    | 1878              | 1878             | |
| Governatore                                          | Caetano Alexandre de Almeida e Albuquerque | 1878              | 1882             | |
| Governatore                                          | Carlos Eugénio Correia da Silva, I visconte di Paço d'Arcos | 1882              | 1886             | |
| Consiglio di Governo dello Stato dell'India          | António Sebastião Valente, arcivescovo di Goa, José de Sá Coutinho, José Inácio de Brito, José Maria Teixeira Guimarães | 1886              | 1886             | |
| Governatore                                          | Francisco Ferreira do Amaral | 1886              | 1886             | |
| Consiglio di Governo dello Stato dell'India          | António Sebastião Valente, arcivescovo di Goa, José de Sá Coutinho, José Inácio de Brito, José Maria Teixeira Guimarães | 1886              | 1886             | |
| Governatore                                          | Augusto César Cardoso de Carvalho | 1886              | 1889             | |
| Governatore ad interim                               | Joaquim Augusto Mouzinho de Albuquerque | 1889              | 1889             | |
| Consiglio di Governo dello Stato dell'India          | António Sebastião Valente, arcivescovo di Goa, Joaquim Borges de Azevedo Enes, José Inácio de Brito, Joaquim Augusto Mouzinho de Albuquerque                                                                                          | 1889              | 1889             | |
| Governatore                                          | Vasco Guedes de Carvalho e Meneses | 1889              | 1891             | |
| Governatore                                          | Francisco Maria da Cunha | 1891              | 1891             | |
| Governatore ad interim                               | João Manuel Correia Taborda | 1891              | 1892             | Primo mandato |
| Consiglio di Governo dello Stato dell'India          | António Sebastião Valente, arcivescovo di Goa, Luís Fisher Berquó Poças Falcão, Raimundo Maria Correia Mendes, João Manuel Correia Taborda                                                                                            | 1892              | 1892             | |
| Governatore                                          | Francisco Teixeira da Silva | 1892              | 1893             | |
| Consiglio di Governo dello Stato dell'India          | Luís Fisher Berquó Poças Falcão, Raimundo Maria Correia Mendes, João Manuel Correia Taborda | 1893              | 1893             | |
| Governatore                                          | Rafael Jácome de Andrade | 1893              | 1894             | Primo mandato |
| Governatore ad interim                               | João Manuel Correia Taborda | 1894              | 1894             | Secondo mandato |
| Consiglio di Governo dello Stato dell'India          | António Sebastião Valente, arcivescovo di Goa, Francisco António Ochôa, Luís Carneiro de Sousa e Faro, João Manuel Correia Taborda | 1894              | 1894             | |
| Governatore                                          | Elesbão José de Bettencourt Lapa, II visconte di Vila Nova de Ourém | 1894              | 1895             | |
| Governatore                                          | Rafael Jácome de Andrade | 1895              | 1896             | Secondo mandato |
| Viceré                                               | Alfonso Carlo di Braganza, duca di Porto | 1896              | 1896             | |
| Governatore ad interim                               | João António das Neves Ferreira | 1896              | 1897             | |
| Governatore ad interim                               | João Manuel Correia Taborda | 1897              | 1897             | Terzo mandato |
| Consiglio di Governo dello Stato dell'India          | António Sebastião Valente, arcivescovo di Goa, Francisco António Ochôa, João de Melo Sampaio, João Manuel Correia Taborda | 1897              | 1897             | |
| Consiglio di Governo dello Stato dell'India          | António Sebastião Valente, arcivescovo di Goa, Abel Augusto Correia do Pinto, João de Melo Sampaio, João Manuel Correia Taborda | 1897              | 1897             | |
| Governatore                                          | Joaquim José Machado | 1897              | 1900             | |
| Governatore                                          | Eduardo Galhardo | 1900              | 1905             | |
| Consiglio di Governo dello Stato dell'India          | António Sebastião Valente, arcivescovo di Goa, Alfredo Mendonça David, José Emílio Santana da Cunha Castel-Branco, Francisco Maria Peixoto Vieira                                                                                     | 1905              | 1905             | |
| Governatore                                          | Arnaldo de Novais Guedes Rebelo | 1905              | 1907             | |
| Consiglio di Governo dello Stato dell'India          | Bernardo Nunes Garcia, César Augusto Rancon, Francisco Maria Peixoto Vieira | 1907              | 1907             | |
| Governatore                                          | José Maria de Sousa Horta e Costa | 1907              | 1910             | |
| Governatore-Generale                                 | Francisco Couceiro da Costa | 1910              | 1917             | |
| Governatore-Generale ad interim                      | Francisco Maria Peixoto Vieira | 1917              | 1917             | Primo mandato |
| Consiglio di Governo dello Stato dell'India          | Francisco Peixoto de Oliveira e Silva, Francisco António Wolfgango da Silva, Francisco Maria Peixoto Vieira | 1917              | 1917             | |
| Governatore-Generale                                 | José de Freitas Ribeiro | 1917              | 1919             | |
| Governatore-Generale ad interim                      | Augusto de Paiva Bobela da Mota | 1919              | 1920             | |
| Governatore-Generale                                 | Jaime de Morais | 1920              | 1925             | |
| Governatore-Generale ad interim                      | Francisco Maria Peixoto Vieira | 1925              | 1925             | Secondo mandato |
| Governatore-Generale                                 | Mariano Martins | 1925              | 1926             | |
| Governatore-Generale ad interim                      | Tito Augusto de Morais | 1926              | 1926             | |
| Governatore-Generale ad interim                      | Acúrcio Mendes da Rocha Dinis | 1926              | 1927             | |
| Governatore-Generale                                 | Pedro Francisco Massano de Amorim | 1927              | 1929             | |
| Governatore-Generale ad interim                      | Acúrcio Mendes da Rocha Dinis | 1929              | 1929             | |
| Governatore-Generale                                 | Alfredo Pedro de Almeida | 1929              | 1930             | |
| Governatore-Generale                                 | João Carlos Craveiro Lopes | 1930              | 1936             | |
| Governatore-Generale ad interim                      | Francisco Craveiro Lopes | 1936              | 1938             | |
| Governatore-Generale                                 | José Ricardo Pereira Cabral | 1938              | 1945             | |
| Governatore-Generale ad interim                      | Paulo Bénard Guedes | 1945              | 1946             | |
| Governatore-Generale                                 | José Ferreira Bossa | 1946              | 1947             | |
| Governatore-Generale ad interim                      | José Alves Ferreira | 1947              | 1948             | |
| Governatore-Generale                                 | Fernando de Quintanilha e Mendonça Dias | 1948              | 1952             | |
| Governatore-Generale                                 | Paulo Bénard Guedes | 1952              | 1958             | |
| Governatore-Generale                                 | Manuel António Vassalo e Silva | 1958              | 1961             | |

(*) - Nel 1508, Re Manuele I del Portogallo studiò un piano per la suddivisione dell'impero portoghese in Asia in tre separati governi o "alti comandi"
(1) "Comando maggiore dei mari dell'Etiopia, Arabia e Persia", con centro a Socotra, doveva "coprire" le coste dell'Africa Orientale e dell'Arabia-Persia, da Sofala a Diu;
(2) Comando maggiore dei mari dell'India, con centro a  Cochin, doveva "coprire" la costa indiana da Diu giù fino a  Capo Comorin. Afonso de Albuquerque era Capitano-Generale di quest'ultima, Jorge de Aguiar, Capitano-Generale della prima. Un terzo "alto comando", che copriva l'Asia a est di Capo Comorin (ancora inesplorata) fu assegnata a Diogo Lopes de Sequeira, che in quell'anno aveva avuto il compito di scoprire la Malacca. L'esperimento della triarchia fallì: Aguiar annegò in viaggio, mentre Sequeira lasciò la regione nel 1509, dopo la sua sconfitta a Malacca, lasciando Albuquerque unoico governatore del completo, indiviso complesso.
(**) – Intorno al 1570, il re Sebastiano del Portogallo tentò di suddividere lo Stato Portoghese dell'India in tre governi separati (molto simile al piano di Manuele del 1508) – uno stato occidentale con base a Sofala (che avrebbe coperto la costa dell'Africa Orientale da Capo Correntes a Capo Guardafui) uno stato centrale con capoluogo a Goa, che avrebbe "coperto" l'area tra il Mar Rosso e Ceylon, ricomprendendo l'India, riservata per il  "Viceré") e uno stato esterno governato dalla Malacca Portoghese, che avrebbe ricoperto l'Asia Sudorientale, da Pegu alla Cina. Ad Antonio de Noronha fu assegnata Goa, ad António Moniz Barreto Malacca e a Francisco Barreto (l'ex governatore dell'India) Sofala.
(***) – Il titolo di Viceré delle Indie fu estinto da una lettera reale nel 1771, e sostituito dal Capitão-Geral (Capitano-Generale) delle Indie.